# Mi tierra (álbum de Gloria Estefan)
Mi tierra es el título del tercer álbum de estudio en solitario y primero realizado en español grabado por la cantautora cubano-estadounidense Gloria Estefan. Fue lanzado al mercado bajo el sello discográfico Epic Records el 22 de junio de 1993. Es el álbum debut totalmente en este idioma de la cantante. Vendió más de 13 millones de copias a nivel mundial.
Forma parte de la lista de los 100 discos que debes tener antes del fin del mundo, publicada en 2012 por Sony Music.

## Rendimiento comercial
El álbum vendió más de 13 millones de copias y es el álbum femenino enteramente en español más vendido a nivel mundial En España es certificado diamante convirtiéndose en el disco más vendido de la cantante con más de un millón de copias y en Estados Unidos en menos de un mes alcanzó el doble disco de platino con 500,000 unidades vendídas y debutó con 162,000; convirtiéndose en el mayor debut por un álbum en español en los Estados Unidos, posee 1,950,000 de copias en territorio estadounidense.
Gracias a este disco es nominada al premio Grammy como mejor álbum tropical tradicional en 1994 el disco recibió muchas certificaciones a nivel mundial debutando en la posición 25 de la Billboard en Estados Unidos.[cita requerida] Forma parte de la lista de los 100 discos que debes tener antes del fin del mundo, publicada en 2012 por Sony Music.

## Lista de canciones
| #   | Título                             | Escritor(es)                                                     | Duración |
| --- | ---------------------------------- | ---------------------------------------------------------------- | -------- |
| 1.  | «Con los años que me quedan»       | Gloria Estefan / Emilio Estefan, Jr.                             | 4:36     |
| 2.  | «Mi tierra»                        | Estéfano                                                         | 4:38     |
| 3.  | «Ayer»                             | Juanito R. Márquez                                               | 5:16     |
| 4.  | «Mi buen amor»                     | Estéfano                                                         | 3:50     |
| 5.  | «Tus ojos»                         | Estéfano / Emilio Estefan, Jr.                                   | 4:11     |
| 6.  | «No hay mal que por bien no venga» | Israel López / Gloria Estefan / Emilio Estefan, Jr. / Jon Secada | 5:27     |
| 7.  | «Si señor!...»                     | Juanito R. Márquez                                               | 4:38     |
| 8.  | «Volverás»                         | Gloria Estefan / Rafael Ferro García                             | 3:54     |
| 9.  | «Montuno»                          | Juanito R. Márquez                                               | 4:56     |
| 10. | «Hablemos el mismo idioma»         | Gloria Estefan / Emilio Estefan, Jr.                             | 4:45     |
| 11. | «Hablas de mí»                     | Jorge Luis Piloto                                                | 3:40     |
| 12. | «Tradición»                        | Gloria Estefan / Emilio Estefan, Jr.                             | 5:21     |

© MCMXCIII. Sony Music Entertainment Inc.
Notas
«Hablas de mí» es un remake de la canción pop-balada «Hablas de mí», interpretado por Miami Sound Machine, en Primitive Love (edición latina), en 1985.[cita requerida]

## Posicionamiento en las listas
| Chart (1993–96)                   | Peak position |
| --------------------------------- | ------------- |
| Australia (ARIA)                  | 81            |
| Países Bajos (Album Top 100)      | 9             |
| Alemania (Media Control)          | 59            |
| España (PROMUSICAE)               | 1             |
| Suiza (Schweizer Hitparade)       | 25            |
| Reino Unido (UK Albums Chart)     | 11            |
| Estados Unidos (Billboard 200)    | 27            |
| Estados Unidos (Top Latin Albums) | 1             |
| Estados Unidos (Tropical Albums)  | 1             |

| Predecesor: Lo mejor del Soul de Varios artistas                                       | España PROMUSICAE Spanish Charts Albums — Álbum n.º 1 (Primera vuelta) 19 de julio de 1993 - 19 de septiembre de 1993    | Sucesor: The Beatles 1962-1966 de The Beatles                                       |
| Predecesor: The Beatles 1962-1966 de The Beatles                                       | España PROMUSICAE Spanish Charts Albums — Álbum n.º 1 (Segunda vuelta) 18 de octubre de 1993 - 24 de octubre de 1993     | Sucesor: Duets de Frank Sinatra                                                     |
| Predecesor: Duets de Frank Sinatra                                                     | España PROMUSICAE Spanish Charts Albums — Álbum n.º 1 (Tercera vuelta) 22 de noviembre de 1993 - 28 de noviembre de 1993 | Sucesor: Canto Georgiano de Coro de Monjes del Monasterio de Santo Domingo de Silos |
| Predecesor: Canto Georgiano de Coro de Monjes del Monasterio de Santo Domingo de Silos | España PROMUSICAE Spanish Albums Charts — Álbum n.º 1 (Cuarta vuelta) 10 de enero de 1994 - 6 de febrero de 1994         | Sucesor: The Piano de Michael Nyman                                                 |
| Predecesor: The Piano de Michael Nyman                                                 | España PROMUSICAE Spanish Charts Albums — Álbum n.º 1 (Quinta vuelta) 14 de febrero de 1994 - 20 de febrero de 1994      | Sucesor: Canto Georgiano de Coro de Monjes del Monasterio de Santo Domingo de Silos |

| Predecesor: -                        | U.S. Billboard Top Latin Albums — Álbum n.º 1 (Primera vuelta) 10 de julio de 1993 - 10 de junio de 1994    | Sucesor: Amor prohibido de Selena |
| Predecesor: Amor prohibido de Selena | U.S. Billboard Top Latin Albums — Álbum n.º 1 (Segunda vuelta) 25 de junio de 1994 - 1 de julio de 1994     | Sucesor: Amor prohibido de Selena |
| Predecesor: Amor prohibido de Selena | U.S. Billboard Top Latin Albums — Álbum n.º 1 (Tercera vuelta) 9 de julio de 1994 - 9 de septiembre de 1994 | Sucesor: Amor prohibido de Selena |

| Predecesor: Jon Secada de Jon Secada | U.S. Billboard Latin Pop Albums — Álbum n.º 1 10 de julio de 1993 - 16 de julio de 1993 | Sucesor: Aries de Luis Miguel |

| Predecesor: The Mambo Kings de Varios artistas | U.S. Billboard Tropical/Salsa Albums — Álbum n.º 1 (Primera vuelta) 17 de julio de 1993 - 31 de marzo de 1995    | Sucesor: Dicen que soy de La India                     |
| Predecesor: Dicen que soy de La India          | U.S. Billboard Tropical/Salsa Albums — Álbum n.º 1 (Segunda vuelta) 8 de abril de 1995 - 21 de abril de 1995     | Sucesor: Dicen que soy de La India                     |
| Predecesor: Dicen que soy de La India          | U.S. Billboard Tropical/Salsa Albums — Álbum n.º 1 (Tercera vuelta) 29 de abril de 1995 - 5 de mayo de 1995      | Sucesor: Merengue en la calle 8' 95 de Varios artistas |
| Predecesor: Todo a su tiempo de Marc Anthony   | U.S. Billboard Tropical/Salsa Albums — Álbum n.º 1 (Cuarta vuelta) 12 de octubre de 1996 - 18 de octubre de 1996 | Sucesor: Todo a su tiempo de Marc Anthony              |

## Certificaciones
| País           | Certificación          |
| -------------- | ---------------------- |
| Australia      | Platino                |
| Brasil         | 4x Platino             |
| Países Bajos   | Platino                |
| España         | 11x Platino (Diamante) |
| Suiza          | Platino                |
| Estados Unidos | 2x Platino             |
| Argentina      | 4x platino             |
| México         | 3x platino             |

## Premios
- Grammy. Mejor disco tropical tradicional.